# サセックス・スパニエル

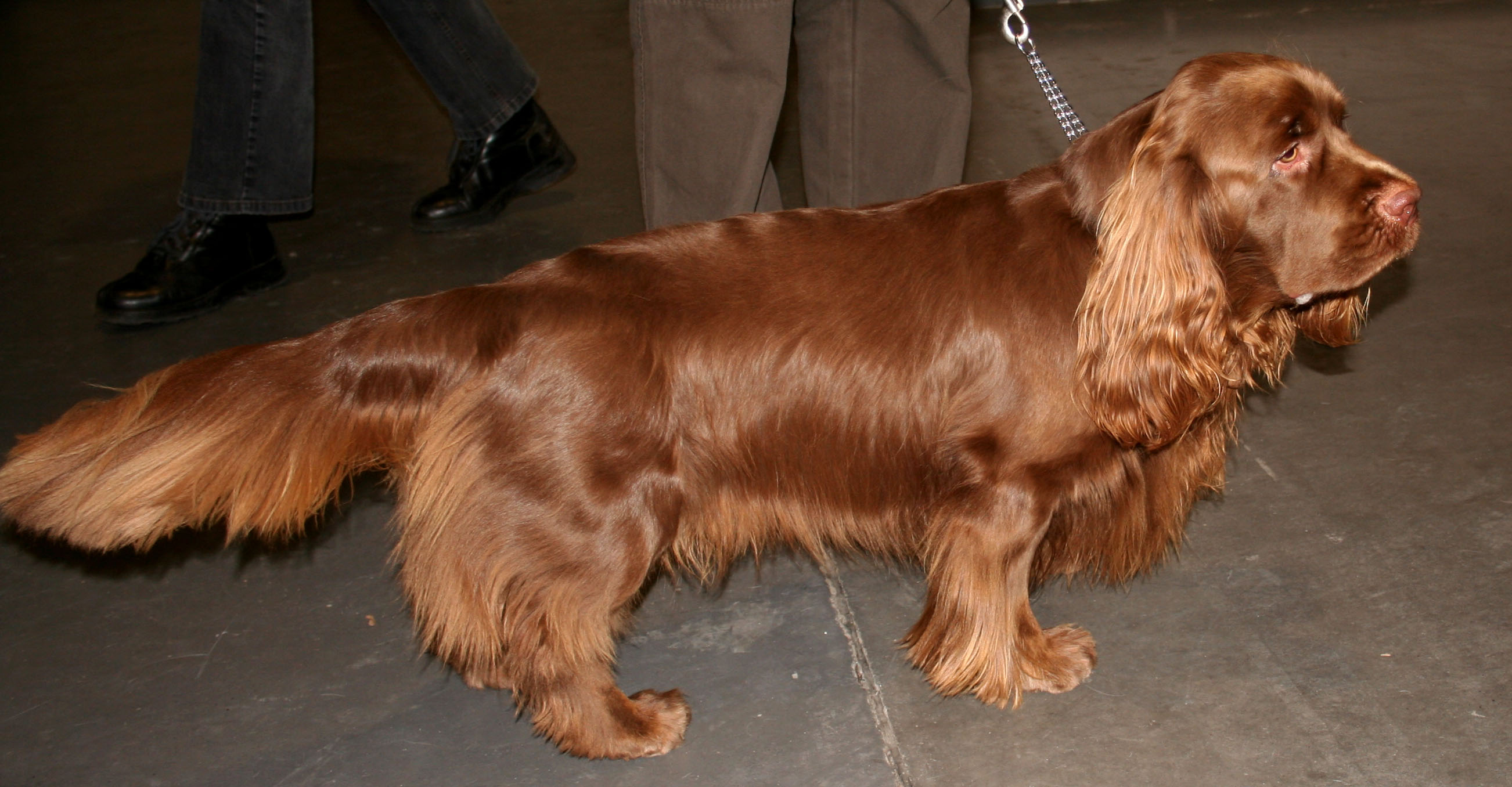
サセックス・スパニエル

サセックス・スパニエル（英：Sussex Spaniel）は、イングランドのイースト・サセックス州原産のスパニエル犬種である。愛称はサセッキー（英：Sasseky）。

## 歴史

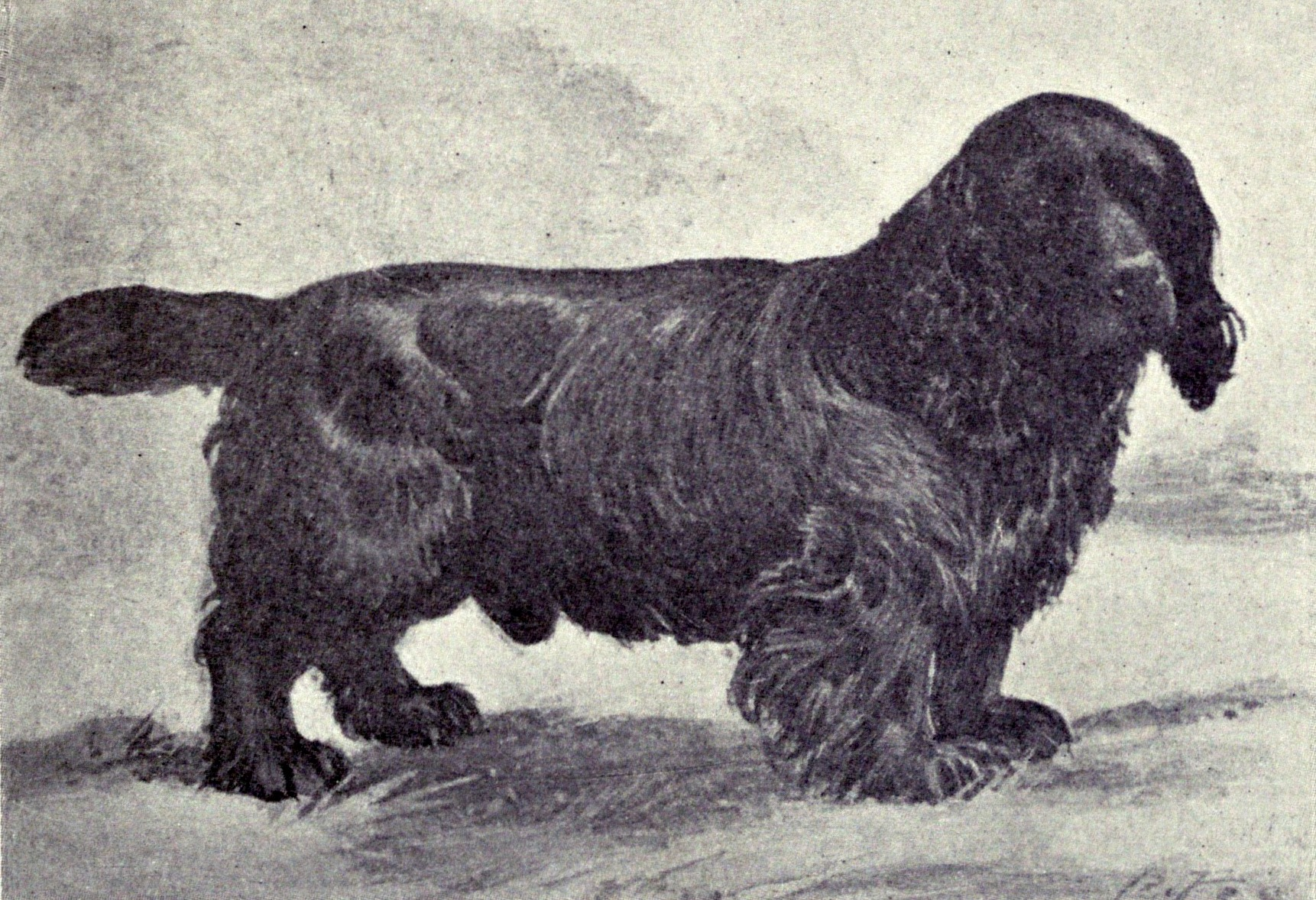
1915年頃のサセックス・スパニエル

18世紀末紀にA・E・フラーという人物が、従順で体重のあるゆったりとした動きのフラッシング・ドッグを作り出す目的で生み出した犬種である。フィールド・スパニエルをベースにイングリッシュ・スプリンガー・スパニエルやイングリッシュ・コッカー・スパニエルなどを交配させて作り出された。
主に鳥を探して飛び立たせる、フラッシングという作業を行うのに使われていた。パックではなく1頭で主人とペアになって獲物を捜索し、合図と共に鳥を驚かせ、飛び立たせた。茂みから出てきた鳥は犬の主人が撃ち落し、落ちてきたらサセックスが回収を行った。
2度の世界大戦が起こった際には作出者のフラーによって手厚く保護され、多くの犬種が戦火の中に消えてゆく中でも生き残ることが出来た。しかし、フラーが1847年に死去するとブリーディングは放置され、頭数が激減し、一時は純血の犬が8頭しかいなくなってしまい絶滅の危機にさらされていた。幸いフラーの友人らによりブリーディングが再開されたため生き残ることが出来たが、今も英国でさえ中々見ることの出来ない希少犬種となってしまった。現在は実用犬としてよりもペットやショードッグとして多く飼育されている。

## 特徴
胴長短足で頭部が少し大きい、ずんぐりむっくりした体格のスパニエルである。実はこの容姿は作出当時からあまり変わっていないといわれている。とはいえ、皮膚がほんの少したるんでいることや短めのマズルはショードッグとして使われるようになってから足された特徴である。首は短く、胸は広く背は平らである。耳は垂れ耳、尾は垂れ尾で、耳と尾には飾り毛がある。しかし、尾は短めに断尾されることもある。コートは厚いショートコートで、寒さに強い。毛色はアイリッシュ・セッターと同じリッチ・チェスナット（ゴールデン・レッドともいう）やダークレッド、レバー、ブラックなどの単色。体高38〜44cm、体重18〜23kgの中型犬で、性格は温厚で物静か、人懐こく主人への依存性が高い。子供や他の犬に対しても仲良く接することが出来、しつけの飲み込みや状況判断力も良い。不活発で普段は非常に大人しい犬だが、もちろん毎日30分程度の散歩が必要である。主人家族にはとてもよくなつき、家庭犬としても最適の犬種である。かかりやすい病気は股関節形成不全や分離不安、椎間板ヘルニアなどがある。胴が長い犬種のため、抱く時は片手で胸を、もう片手で腰を抱えるようにして抱かなければ、高い確率で椎間板ヘルニアにかかってしまうため、注意が必要である。